# الکساندر گیلچریست
الکساندر گیلچریست (انگلیسی: Alexander Gilchrist; ۱ ژانویهٔ ۱۸۲۸ – ۳۰ نوامبر ۱۸۶۱) یک نویسنده، و زندگی‌نامه‌نویس اهل پادشاهی متحد بریتانیای کبیر و ایرلند بود.